# Silviahemmet
Silviahemmet är en svensk vård- och utbildningsstiftelse, som grundades på Drottningholms slottsområde på initiativ av drottning Silvia, och invigdes på Alla hjärtans dag, 14 februari 1996. Detta med det initiala syftet att utbilda undersköterskor till specialister på demensvård grundat på palliativ vårdfilosofi.
Utbildningen lades upp och planerades av professor Barbro Beck-Friis. Utbildningen, som var ettårig, gav eleverna titeln Silviasyster som personligen förlänades av drottningen. Mellan 1996 och 2001 utbildade man 34 Silviasystrar. Sedan 2004 utbildas Silviasystrarna på Sophiahemmet och är webbaserad. Utbildningarna har senare utökats med en Silviasjuksköterskeutbildning 30 högskolepoäng respektive Specialistsjuksköterskeprogrammet med inriktning demensvård på 60 högskolepoäng. 
Sedan år 2012 har även ett samarbete med Karolinska Institutet' skapat webbaserade magisterutbildningar i demensvård för läkare, respektive för arbets- och fysioterapeuter på 60 högskolepoäng. De första Silvialäkarna fick ta emot sin titel och brosch år 2015. Silviahemmet har även ett certifieringsprogram för vårdverksamheter, vilket betyder att alla sorters medarbetare på ett vård- och omsorgsboende får utbildning och löpande fortbildning i demensvård.
Silviahemmet bedriver även en mindre dagverksamhet på Drottningholm. Här välkomnas dagligen yngre och äldre gäster med demenssjukdom av Silviasystrar.
Silviahemmet har även låtit bygga en mindre pilotanläggning med bostadslägenheter på Drottningholm, SilviaBo, i samverkan med Ikea. Bostäderna är avsedda som ett komplement till dagverksamheten för att möjliggöra att par där en är demenssjuk ska kunna fortsätta bo ihop med tillgång till omsorg. De första av dessa bostäder invigdes 17 maj 2017. Dock har vissa närboendes överklaganden av bygglovet till mark- och miljödomstolen lett till tvister med krav på rivning och en oklar lösning i början av 2018.
Stiftelsen Silviahemmets arbete finansieras genom inkomster från den egna utbildningsverksamheten och via donationer. Dagverksamhetens intäkter består av omsorgsersättning för beviljad tid på Silviahemmet. 
Silviahemmet leds av Stiftelsen Silviahemmet i vars styrelse bland annat ingår drottning Silvia.